# Manio Emilio Lépido (cónsul 11)
Manio Emilio Lépido (en latín, Manius Aemilius Lepidus) fue un senador romano de comienzos del siglo I, que desarrolló su carrera política bajo los imperio de Augusto y Tiberio.

## Orígenes familiares y carrera
Miembro de la gens Aemilia, una de las familias patricias más importantes de la República Romana, era nieto del triunviro Marco Emilio Lépido. 

## Carrera política
Su primer cargo conocido fue el de consul ordinarius en 11, bajo Augusto.
En 20, ya bajo Tiberio, fracasó en la defensa de hermana Lépida, casada con el cónsul suffecto de 21 Mamerco Emilio Escauro, por adulterio durante su matrimonio anterior con Publio Sulpicio Quirino, consul ordinarius en 12 a. C. y por haber consultado adivinos sobre la domus Caesaris, resultando condenada al destierro.
Su carrera culminó en 21-22 como procónsul de la provincia romana de Asia, tras superar el intento de Sexto Pompeyo.
Además, era miembro del colegio de los Augures.